# Jocs Paralímpics d'Estiu de 2020
Els Jocs Paralímpics d'estiu de 2020 (en japonès: 2020年夏季パラリンピック会, romanitzat: 2020-Nen Kaki Pararinpikku), oficialment XVI Jocs Paralímpics d'Estiu i comercialment anomenats Jocs Paralímpics Tòquio 2020, van ser inicialment previstos del 25 d'agost al 6 de setembre de 2020, però es van desenvolupar del 24 d'agost al 5 de setembre de 2021 a Tòquio (Japó). L'ajornament, aprovat pel Comitè Paralímpic Internacional a petició del Japó i anunciat el 24 de març de 2020, va ser a causa de la pandèmia de COVID-19, a l'igual dels Jocs Olímpics.
La ciutat amfitriona d'aquests Jocs Olímpics i Paralímpics va ser designada el 7 de setembre de 2013 a la ciutat argentina de Buenos Aires, a la 125a sessió del Comitè Olímpic Internacional. Tòquio és la primera ciutat a acollir els Jocs Paralímpics d'estiu per segona vegada, després dels de 1964, mentre que el Japó ha celebrat tres edicions, les dues d'estiu i els Jocs Paralímpics d'hivern de 1998 a la ciutat de Nagano.
Els Jocs Paralímpics d'estiu de 2020 van comptar amb 22 esports, amb competències masculines i femenines separades per tots aquests, excepte el rugbi en cadira de rodes, de competència mixta, i el futbol 5, on només va haver-hi competència masculina. Els nous esports d'aquests Jocs van ser el bàdminton i taekwondo, substituint a la vela i el futbol 7.
Com la seguretat sanitària no era garantida arran de la pandèmia de COVID-19, es va decidir per totes les parts implicades en aquests Jocs Paralímpics, que les competicions es desenvoluparien a porta tancada (cap espectador, vingut de l'estranger o no), com als Jocs Olímpics, excepte les competicions realitzades a l'aire lliure, on només podien assistir persones residents al Japó.

## Procés d'elecció de la seu
El Comitè Olímpic Internacional (COI) obrí el calendari per la presentació de candidatures el 23 de maig de 2011, donant-se a conèixer el 2 de setembre d'aquell mateix any les sis ciutats candidates: Bakú (Azerbaidjan), Doha (Qatar), Istanbul (Turquia), Madrid (Espanya), Roma (Itàlia) i Tòquio (Japó). El 23 de maig de 2012, la Comissió Executiva del COI en reunió ordinària realitzada al Quebec (Canadà) reduí la llista de candidates a tres ciutats: Istanbul, Madrid i Tòquio.
Per l'acord formal entre el Comitè Paralímpic Internacional i el Comitè Olímpic Internacional, establert en 2001, el guanyador de la candidatura als Jocs Olímpics 2020 també ha d'organitzar els Jocs Paralímpics. Per tant, a la 125a sessió del Comitè Olímpic Internacional, celebrada a la ciutat de Buenos Aires (Argentina) va resultar escollida Tòquio com a seu d'ambdós esdeveniments. La ciutat eliminada a la primera ronda va ser Madrid, després d'una votació de desempat amb Istanbul.
| Ciutat candidata | Estat   | 1a ronda | Desempat | 2a ronda |
| Tòquio           | Japó    | 42       | —        | 60       |
| Istanbul         | Turquia | 26       | 49       | 36       |
| Madrid           | Espanya | 26       | 45       | —        |

## Preparació

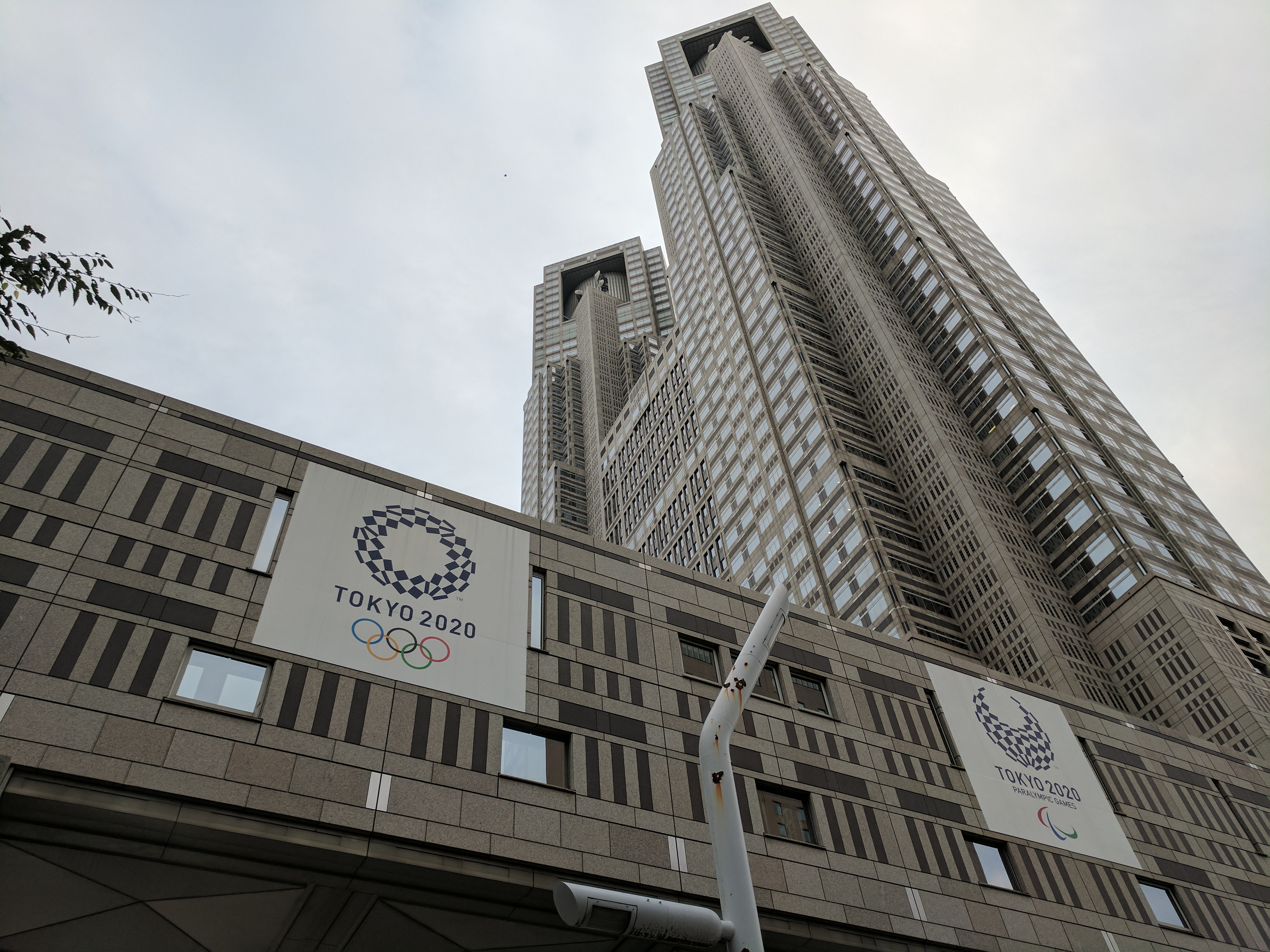
Logotips dels Jocs Olímpics i Paralímpics de 2020 a l'edifici del Govern Metropolità de Tòquio.

Des de la consecució dels Jocs Olímpics i Paralímpics el 7 de setembre de 2013, el Comitè Organitzador dels Jocs de Tòquio es va enfrontar a diversos reptes per afrontar els Jocs. Els primers són els habituals de qualsevol ciutat paralímpica, com les infraestructures, els voluntaris, la part més tècnica de la competició, etc. Però Tòquio també va haver-hi d'enfrontar-se a la pandèmia de la COVID-19, que va ajornar un any els jocs.

### Transport
Abans de la cerimònia de clausura dels Jocs Paralímpics d'estiu de 2016, la governadora de Tòquio Yuriko Koike va advocar perquè la ciutat millorés la seva accessibilitat com a projecte de llegat dels Jocs. Va citar carreteres estretes sense voreres, i edificis construïts amb portes estretes i sostres baixos, com a reptes que calia superar. En particular, va demanar una transició a línies elèctriques subterrànies per facilitar l'ampliació de les carreteres.

### Voluntaris
El setembre de 2018 es va fer públic el període de registre per aconseguir voluntariat pels Jocs Olímpics i Paralímpics, i el gener de 2019 s'havien rebut 186.101 sol·licituds. Les entrevistes per reduir els números van començar el febrer de 2019 i la formació es va dur a terme l'octubre de 2019. Els voluntaris de les seus se'n van conèixer com a "Celd Cast" i els voluntaris de la ciutat seran coneguts com a "City Cast". Aquests noms van ser escollits d'una llista de quatre finalistes, d'un llistat original de 149 parells de noms. Els altres noms preseleccionats eren "Shining Blue" i "Shining Blue Tokyo", "Games Anchor" i "City Anchor" i "Games Force" i "City Force". Els noms van ser escollits pels milers de persones que havien sol·licitat ser voluntaris en els jocs.

### Medalles
Els dissenys de les medalles per als Jocs Paralímpics d'estiu de 2020 es van donar a conèixer el 25 d'agost de 2019. Com amb les medalles olímpiques, es van realitzar utilitzant metalls reciclats que es van obtenir a través d'un programa de reciclatge electrònic. Les medalles compten amb un disseny inspirat en les mans dels fans per simbolitzar l'experiència compartida dels Paralímpics, i amb decoracions alternes que contenen àrees amb textura, visuals i tàctiques, que representen roques, flors, fusta, fulles i aigua, per simbolitzar la geologia del Japó. El pivot on es troba el fan simbolitza la unitat dels atletes paralímpics. L'anvers de la medalla conté una versió sense text del patró dels fans, l'emblema paralímpic i inscripcions en braille. Per ajudar a aquells amb discapacitats visuals, les vores i cintes de les medalles contenen un, dos o tres punts circulars i de silicona convexa, per a les medalles d'or, plata i bronze respectivament, de manera que es puguin identificar fàcilment per tacte.

### Relleus de la torxa
Els detalls de la ruta de relleus de la torxa paralímpica es van anunciar el 21 de novembre de 2019, on es va anunciar una celebració de l'arribada de la flama a l'Stoke Mandeville i festivals de flames a 43 de les 47 prefectures del Japó, entre el 13 i el 17 d'agost de 2020. Els relleus es van programar entre el 18 i el 21 d'agost a través de quatre prefectures que organitzen diversos esdeveniments paralímpics durant el període previ a la cerimònia d'obertura paralímpica. Les flames de cada un dels festivals de llum allotjats a cada prefectura, es reunirien a Tòquio el 21 d'agost, per realitzar els darrers quatre dies de relleus fins a l'obertura oficial dels Jocs Paralímpics. Tot aquest calendari es va adaptar per la nova data dels Jocs Paralímpics el 2021.
L'alumini extret d'habitatges temporals a Fukushima, es va utilitzar per fer les torxes per a les flames dels Jocs Olímpics i Paralímpics. Es van utilitzar més de 10.000 peces d'alumini i els organitzadors contactaren amb les autoritats locals per veure quines cases ja no s'utilitzaven.

### Impacte de la COVID-19
Els Jocs Olímpics d'Estiu de 2020 es van celebrar en gran part a porta tancada a causa de la pandèmia de COVID-19 al Japó i un estat d'emergència a Tòquio emès pel primer ministre Yoshihide Suga, encara que els esdeveniments en algunes regions es podien celebrar amb un 50% de capacitat i fins a 10.000 espectadors. La declaració va estar originalment en vigor del 12 de juliol al 22 d'agost de 2021 (dos dies abans de la cerimònia d'inauguració Paralímpica), però el 2 d'agost, citant l'empitjorament de les taxes d'infecció, Suga va anunciar que l'estat d'emergència existent s'ampliaria fins al 31 d'agost, i a altres prefectures (incloent-hi tres de l'entorn de Tòquio).
Els nous casos diaris a Tòquio van arribar a més de 4.000 l'11 d'agost de 2021; es va preveure que cap espectador públic seria admès en els locals de la capital i altres regions afectades, com en els Jocs Olímpics. Els organitzadors van discutir altres opcions per a alguna forma de presència d'espectadors, com ara convidar a estudiants de l'escola local a assistir a esdeveniments (un programa que també es va emprar durant els Jocs Olímpics, i que es va reduir en gran part a causa de la pandèmia). Més tard es va confirmar que no hi hauria espectadors públics a les prefectures de Tòquio, Chiba i Saitama. El 19 d'agost, l'estat d'emergència es va ampliar fins al 12 de setembre de 2021, i va incloure Shizuoka.
El 20 d'agost de 2021, l'oficial del Comitè Organitzador de Tòquio Hidemasa Nakamura va declarar que els protocols de bioseguretat dels Jocs Paralímpics s'havien ampliat a causa de l'augment de la vulnerabilitat a la COVID-19 entre els atletes, però que Tòquio s'enfrontava a una deterioració de la capacitat hospitalària, i que "és una lluita contra el temps, així que hem d'assegurar-nos que la comunicació suficient es pren de manera ràpida". Paula Tesoriero, de la delegació neozelandesa, va declarar que el Comitè Organitzador de Tòquio i l'IPC havien "treballat incansablement per crear l'entorn més segur i segur possible amb un enfocament a continuar vigilant".

## Organització
Els responsables que tota la logística funcioni durant els Jocs Paralímpics d'estiu 2020 és el Comitè Organitzador dels Jocs Olímpics i Paralímpics de Tòquio. Ells són els que s'han d'encarregar de les seus, de les cerimònies d'obertura i clausura, de totes les qüestions tècniques i del màrqueting del torneig.

### Seus
Les seus per als Jocs Paralímpics de Tòquio 2020 són 18, repartides en tres zones diferents, la zona patrimonial, la badia de Tòquio i altres seus fora de l'àrea metropolitana, a més de la Vila Olímpica i el Centre Internacional de Premsa, al Tokyo Big Sight.

#### Zona patrimonial

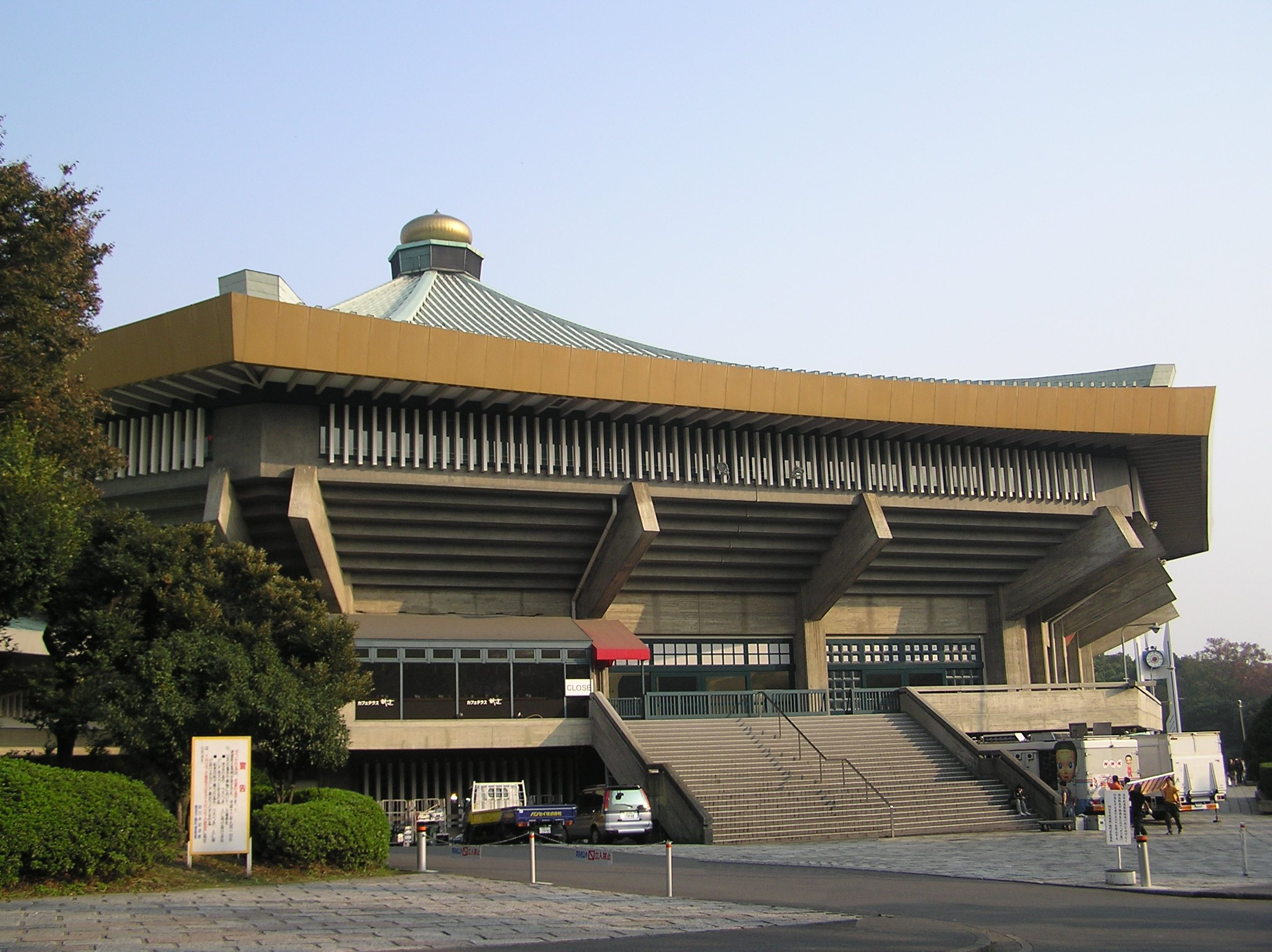
Imatge del Nippon Budokan, seu del judo.

- Estadi Olímpic de Tòquio (atletisme i cerimònies)
- Nippon Budokan (judo)
- Parc Eqüestre de Tòquio (hípica)
- Fòrum Internacional de Tòquio (aixecament de potència)
- Gimnàs Metropolità de Tòquio (tenis de taula)
- Gimnàs Nacional Yoyogi (bàdminton i rugbi amb cadira de rodes)

#### Zona de la badia de Tòquio
- Seu esportiva urbana d'Aomi (futbol 5)

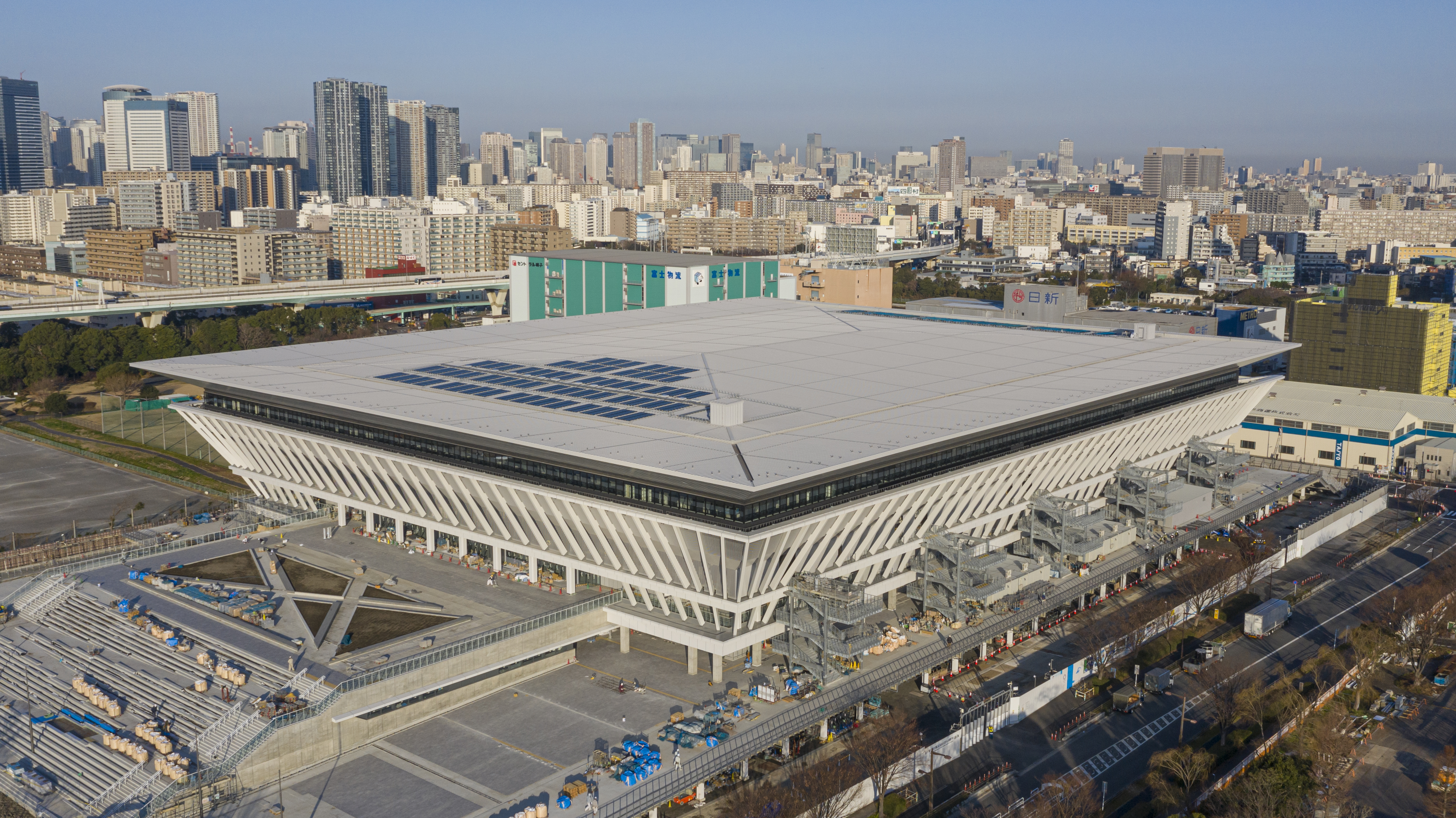
Imatge del Centre Aquàtic de Tòquio, seu de la natació.

- Ariake Arena (bàsquet amb cadira de rodes)
- Coliseu Ariake (tenis amb cadira de rodes)
- Parc de tir amb arc Dream Island (tir amb arc)
- Makuhari Messe (golbol, voleibol assegut, taekwondo i esgrima amb cadira de rodes)
- Parc marí d'Odaiba (triatló)
- Centre de Gimnàstica Olímpica (botxes)
- Sea Forest Waterway (rem i piragüisme)
- Centre Aquàtic de Tokio (natació)

#### Seus fora de l'àrea metropolitana
- Musashino Forest Sports Plaça (bàsquet amb cadira de rodes)
- Camp d'Asaka (tir)
- Velòdrom d'Izu (ciclisme en pista)

#### Seus sense competència
- Vila paralímpica d'Harumi Futo

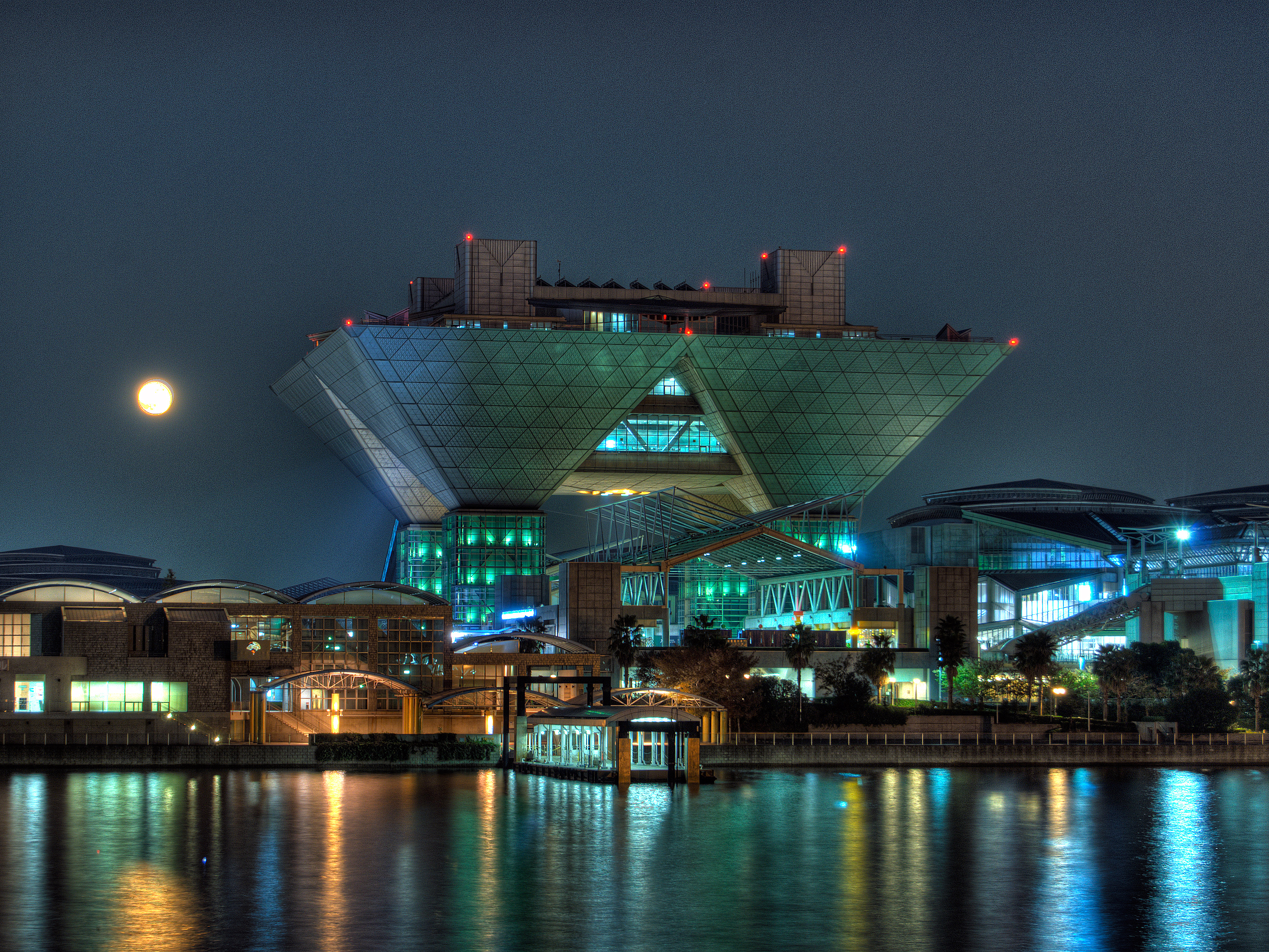
Imatge del Centre Internacional de Premsa.

- Tokyo Big Sight (Centre Internacional de Premsa)

### Cerimònies
Les cerimònies d'obertura i clausura són els esdeveniments tradicionals que donen el tret de sortida i de finalització als Jocs Paralímpics.

#### Obertura

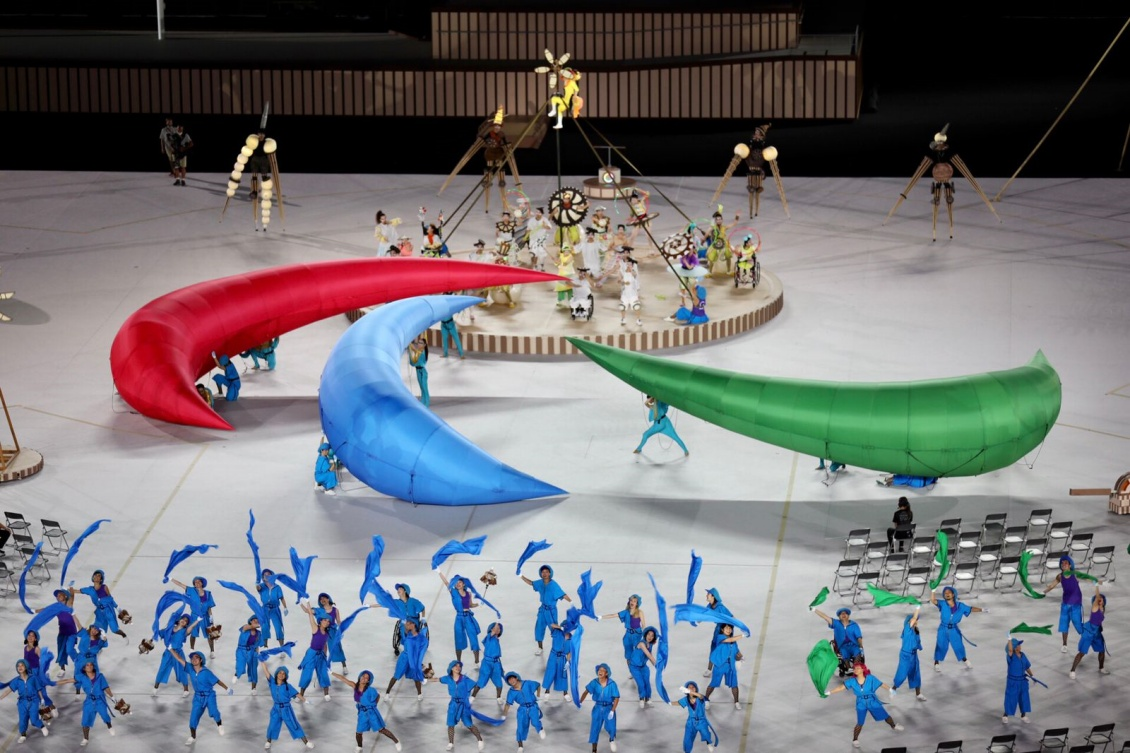
Moment de la cerimònia d'obertura de Tòquio 2020.

La cerimònia d'obertura dels Jocs Paralímpics de Tòquio es va celebrar el 24 d'agost de 2020 a l'Estadi Olímpic de Tòquio. Com per a la cerimònia d'obertura dels Jocs Olímpics d'estiu de 2020, les delegacions desfilen en el moment de la desfilada de les nacions amb dos abanderats, una dona i un home. La desfilada va ser oberta per la delegació de l'equip paralímpic dels refugiats, a continuació seguida per les altres delegacions, on també va participar de manera simbòlica la bandera de l'Afganistan. Els futurs països amfitrions van clausurar la desfilada, els Estats Units per als Jocs de Los Angeles 2028 i a continuació França per als Jocs de París 2024, just abans de la desfilada el país amfitrió, el Japó.
Els últims portants de la flama olímpica van ser tres esportistes japonesos en cadira de rodes: Shunsuke Uchida (botxes), Karin Morisaki (aixecament de potència) i Yui Kamiji (tenis). El jurament paralímpic el van realitzar els esportistes Shingo Kunieda (tenis amb cadira de rodes), Yumiko Taniguchi (natació), Rie Urata (golbol) i Nobuyuki Azuma (esgrima amb cadira de rodes), mentre que la inauguració oficial de l'esdeveniment va recaure en Naruhito, emperador del Japó.

#### Clausura
La cerimònia de clausura es va celebrar el 5 de setembre de 2021 a l'Estadi Olímpic de Tòquio. L'acte va comptar amb la desfilada de banderes de la clausura dels Jocs i l'actuació de la banda SMAP. Va comptar amb la presència del Príncep del Japó Fumihito, el primer ministre Yoshihide Suga i la governadora Yuriko Koike, així com la ministra de Cultura de França Roselyne Bachelot i els alcaldes de Tòquio i París.
El clàssic moment del traspàs de la bandera del Comitè Paralímpic al Comitè Organitzador de París 2024, va comptar amb l'actuació de Jane Constance, concursant de The Voice Kids France, juntament amb l'Orquestra Filharmònica de Radio France i de Betty Moutoumalaya cantant l'himne de La Marsellesa. També va participar l'artista Pone, membre del grup de rap Fonky Family, que pateix la malaltia de Charcot i que va realitzar un mix únicament amb els seus ulls.

### Màrqueting
La imatge d'uns Jocs Olímpics i Paralímpics, és una de les eines més importants d'un Comitè Organitzador per visibilitzar l'esdeveniment. En el cas dels Jocs Paralímpics Tòquio 2020, es va centrar en el logotip, la mascota i uns curts animats preparats per l'emissora pública japonesa.

#### Logo

Logotip descartat pels Jocs Paralímpics de Tòquio 2020 per plagi.

Els emblemes dels Jocs Olímpics i Paralímpics de 2020 es van donar a conèixer el 25 d'abril de 2016. L'emblema paralímpic presenta un ventall de mans en forma circular, ple d'un patró de tauler d'escacs de color indi. El disseny està destinat a "expressar una elegància refinada i sofisticació, que exemplifica el Japó". Els dissenys definitius van reemplaçar un emblema anterior que havia estat desballestat a causa d'al·legacions que plagiava el logotip del Teatre de Lieja a Bèlgica.

#### Mascota
La llista de candidates a mascotes per als Jocs de Tòquio es va donar a conèixer el 7 de desembre de 2017 i els dissenys guanyadors es van anunciar el 28 de febrer de 2018. La parella de candidats guanyadora, creada per Ryo Taniguchi, va rebre la majoria de vots (109.041) i va ser declarada guanyadora, derrotant la parella de Kana Yano (61.423 vots) i la parella de Sanae Akimoto (35.291 vots). Someity, la mascota dels Jocs Paralímpics, és una figura amb patrons de xecs rosa, inspirats en el logotip oficial dels Jocs, així com flors de cirera. Té una personalitat tranquil·la, però poderosa, és una enamorada de la natura, i parla amb el vent. Tant Miraitowa (mascota dels Jocs Olímpics) com Someity van ser nomenats pel Comitè Organitzador el 22 de juliol de 2018.

#### Curts animats
L'emissora pública japonesa NHK va produir una sèrie de curtmetratges anomenats "Animation x Paralympic: Who Is Your Hero?" on cada curt presenta un esport paralímpic diferent, i està dissenyat i produït en col·laboració amb coneguts creadors d'anime i manga, de vegades amb crossovers amb sèries populars o amb atletes de la vida real.

## Competició
La competició als Jocs Paralímpics d'estiu de 2020 va començar el dimecres 25 d'agost, dia després de la cerimònia d'obertura, i van acabar el diumenge 5 de setembre de 2021, el mateix dia de la cerimònia de clausura.

### Esports
Durant els Jocs Paralímpics de Tòquio es van disputar 539 esdeveniments de medalles en 22 esports inclosos al programa paralímpic, on el ciclisme va ser dividit en dues disciplines de pista i ruta. Els esdeveniments per equip de golbol, voleibol assegut i bàsquet amb cadira de rodes van ser esdeveniments per a homes i dones, el rugbi amb cadira de rodes va ser un esdeveniment mixt i el futbol 5 va ser una competició exclusivament masculina.
| - Aixecament de potència (20) - Atletisme (168) - Bàdminton (14) - Bàsquet amb cadira de rodes (2) - Botxes (7) - Esgrima amb cadira de rodes (16) | - Ciclisme (51) - Ciclisme en pista (17) - Ciclisme en ruta (34) - Futbol 5 (1) - Golbol (2) - Hípica (11) | - Judo (13) - Natació (146) - Piragüisme (9) - Rem (4) - Rugby amb cadira de rodes (1) - Taekwondo (6) | - Tenis amb cadira de rodes (6) - Tenis de taula (31) - Tir (13) - Tir amb arc (9) - Triatló (8) - Voleibol assegut (2) |

El bàdminton i taekwondo van debutar en els Jocs de Tòquio, substituint a la vela i el futbol 7, tots dos retirats a causa del seu abast internacional insuficient com per a justificar la seva permanència. Aquests canvis van arribar després que diversos esports s'oferissin per agregar-se al programa esportiu paralímpic, entre ells els dos debutants, el futbol per amputats, hoquei amb cadira de rodes elèctrica i futbol en cadira motoritzada, així com nous esdeveniments d'esports existents, com les match race per a gent amb discapacitat visual, multibuc individual en vela i bàsquet 3x3.

### Comitès paralímpics participants

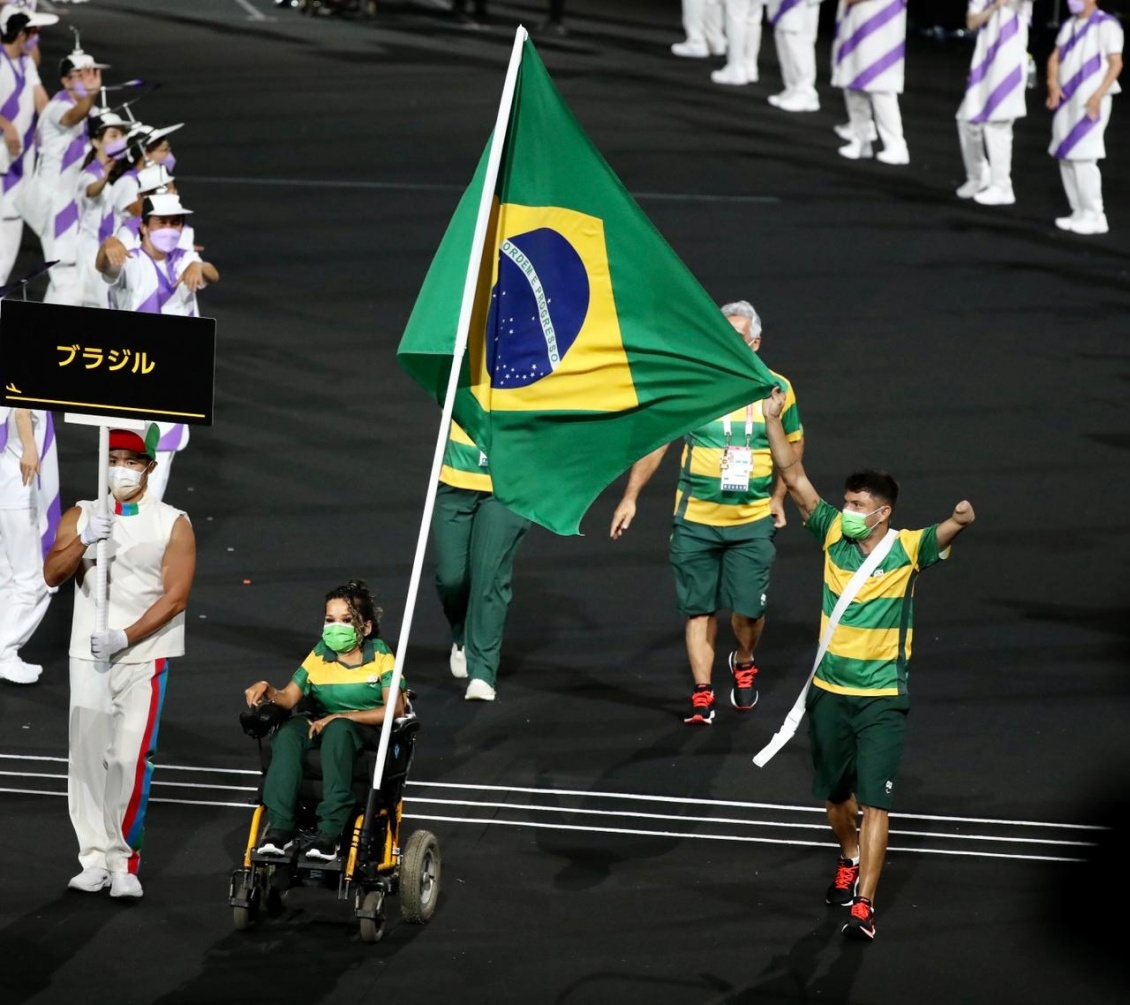
Delegació brasilera a la cerimònia d'obertura dels Jocs Paralímpics d'estiu de 2020.

Als Jocs Paralímpics d'estiu de 2020 van participar un total de 162 comitès paralímpics nacionals dels cinc continents, amb diversos comitès retirats en les setmanes prèvies a la competició. Es van estrenar a la competició els Comitès Paralímpics de Bhutan, Guyana, Maldives, Paraguai i Saint Vincent i les Grenadines, a més de la segona participació de l'equip paralímpic de refugiats, que el 2016 va participar com a l'Equip d'atletes paralímpics independents, sota la bandera dels Jocs Paralímpics.
Els comitès que es van retirar per aquesta competició setmanes abans de començar la competència van ser els de Kiribati, Tonga, Samoa i Vanuatu, que van renunciar per haver de realitzar diverses quarantenes que sumaven quatre setmanes, els de Brunei, Corea del Nord, Timor Oriental i Turkmenistan per decisió política del seu govern, els de Macau i el Surinam per renúncia dels seus esportistes a viatjar al Japó, i els de Myanmar i Trinitat i Tobago per altres raons. Tampoc van participar Comores, Djibouti, les Seychelles i el Sudan, per suspensió del Comitè Paralímpic Internacional el 2019, i Andorra, Antigua i Barbuda, el Liechtenstein i San Marino, que no van classificar atletes.
També es va retirar el 16 d'agost de 2021 el Comitè Paralímpic de l'Afganistan. El cap de la missió del comitè afganès a Londres, va anunciar la retirada després de la caiguda del govern i la presa de Kabul pels talibans, no podent fer el viatge amb tota la seguretat necessària. Dos taekwondistes, Zakia Khudadadi i Hossain Rasouli, devien participar en els Jocs. En el moment de la cerimònia d'obertura, la bandera afganesa va ser-hi present malgrat tot, presentada de manera simbòlica en el moment de la desfilada de les nacions.
Per acabar, per decisió del Comitè internacional paralímpic, els atletes russos havien estat exclosos de la competició l'any 2016 per causa del dopatge generalitzat que es va descobrir. L'any 2019, Rússia també és exclosa dels Jocs Olímpics i paralímpics d'estiu de 2020 per l'agència mundial antidopatge per les mateixes causes, si bé, els seus esportistes van poder participar sota una bandera neutra «RPC» (per a Russian Paralympic Committee), mesura idèntica a la delegació olímpica de 2020.
| Àfrica | Amèrica | Asia | Europa | Oceania                                                                               |
| --- | --- | --- | --- | ------------------------------------------------------------------------------------- |
| - Algèria (56) - Angola (2) - Benín (2) - Botswana (2) - Burkina Faso (2) - Burundi (2) - Camerun (3) - Cap Verd (2) - Costa d'Ivori (3) - Egipte (49) - Etiòpia (3) - Gabon (2) - Gàmbia (2) - Ghana (3) - Guinea (2) - Guinea Bissau (2) - Kenya (9) - Lesotho (1) - Libèria (2) - Líbia (2) - Madagascar (1) - Malawi (1) - Mali (2) - Marroc (35) - Maurici (4) - Moçambic (2) - Namíbia (3) - Níger (2) - Nigèria (22) - República Centreafricana (1) - Rep. del Congo (2) - R.D. del Congo (2) - Ruanda (14) - São Tomé i Príncipe (1) - Senegal (3) - Sierra Leone (2) - Somàlia (1) - Sud-àfrica (34) - Tanzània (2) - Togo (1) - Tunísia (25) - Uganda (4) - Zàmbia (1) - Zimbàbue (2) | - Argentina (54) - Aruba (1) - Barbados (1) - Bermudes (1) - Brasil (234) - Canadà (126) - Colòmbia (61) - Costa Rica (9) - Cuba (16) - Equador (8) - Estats Units (235) - Grenada (2) - Guatemala (2) - Guyana (1) - Haití (1) - Hondures (1) - Illes Verges Britàniques (1) - Jamaica (4) - Mèxic (60) - Nicaragua (2) - Panamà (3) - Paraguai (2) - Perú (11) - Puerto Rico (3) - República Dominicana (5) - Saint Vincent i les Grenadines (1) - El Salvador (3) - Uruguai (2) - Veneçuela (26) - Xile (19) | - Aràbia Saudita (7) - Brunei (2) - Bhutan (3) - Brunei (2) - Cambodja (1) - Corea del Sud (86) - Emirats Àrabs Units (12) - Filipines (6) - Hong Kong (24) - Iemen (2) - Índia (54) - Indonèsia (23) - Iran (62) - Iraq (19) - Israel (32) - Japó (254) - Jordània (10) - Kazakhstan (26) - Kirguizstan (2) - Kuwait (3) - Laos (1) - Líban (1) - Malàisia (21) - Maldives (2) - Mongòlia(11) - Nepal (1) - Oman (3) - Pakistan (2) - Palestina (1) - Qatar (2) - R.P. de la Xina (248) - Singapur (10) - Síria (3) - Sri Lanka (9) - Tadjikistan (1) - Tailàndia (74) - Uzbekistan(47) - Vietnam (7) - Xina Taipei (Taiwan) (10) | - Alemanya (134) - Armènia (1) - Àustria (24) - Azerbaidjan (36) - Bèlgica (31) - Belarús (19) - Bòsnia i Hercegovina (16) - Bulgària (4) - Croàcia (22) - Dinamarca (25) - Eslovàquia (27) - Eslovènia (7) - Espanya (127) - Estònia (5) - Finlàndia (17) - França (137) - Geòrgia (13) - Gran Bretanya (207) - Grècia (44) - Hongria (37) - Illes Fèroe (1) - Irlanda (27) - Islàndia (6) - Itàlia (113) - Letònia (7) - Lituània (11) - Luxemburg (1) - Macedònia del Nord (1) - Malta (2) - Moldàvia (6) - Montenegro (5) - Noruega (15) - Països Baixos (70) - Polònia (90) - Portugal (33) - Romania (7) - RPC (Rússia) (242) - Sèrbia (20) - Suècia (26) - Suïssa (21) - Turquia (87) - Txèquia (28) - Ucraïna (137) - Xipre (3) | - Austràlia (174) - Fiji (2) - Nova Zelanda (29) - Papua Nova Guinea (2) - Salomó (2) |
| 44 estats | 30 estats | 39 estats | 44 estats | 5 estats                                                                              |
| - Equip paralímpic dels refugiats (6) | | | |                                                                                       |

### Calendari
Les cerimònies d'obertura i clausura, així com els 539 esdeveniments amb medalles es van repartir de la següent manera entre el dimarts 24 d'agost i el diumenge 5 de setembre de 2021:
| CO | Cerimònia d'obertura | ● | Esdeveniments de competició | X | Esdeveniments amb medalla d'or | CC | Cerimònia de clausura |

|                             |                             | Agost  | Agost  | Agost  | Agost  | Agost  | Agost  | Agost    | Agost    | Setembre | Setembre | Setembre | Setembre | Setembre | Esdev.       |
| dm. 24                      | dc. 25                      | dj. 26 | dv. 27 | ds. 28 | dg. 29 | dl. 30 | dm. 31 | dc. 1    | dj. 2    | dv. 3    | ds. 4    | dg. 5    |          |          | Esdev.       |
| --------------------------- | --------------------------- | ------ | ------ | ------ | ------ | ------ | ------ | -------- | -------- | -------- | -------- | -------- | -------- | -------- | ------------ |
| Ceremonies                  | Ceremonies                  | CO     |        |        |        |        |        |          |          |          |          |          |          | CC       | N/D          |
| Aixecament de potència      | Aixecament de potència      |        |        | 4      | 4      | 4      | 4      | 4        |          |          |          |          |          |          | 20           |
| Atletisme                   | Atletisme                   |        |        |        | 13     | 16     | 19     | 16       | 21       | 17       | 18       | 17       | 25       | 5        | 167          |
| Bàdminton                   | Bàdminton                   |        |        |        |        |        |        |          |          | ●        | ●        | ●        | 7        | 7        | 14           |
| Bàsquet amb cadira de rodes | Bàsquet amb cadira de rodes |        | ●      | ●      | ●      | ●      | ●      | ●        | ●        | ●        | ●        | ●        | 1        | 1        | 2            |
| Botxes                      | Botxes                      |        |        |        |        | ●      | ●      | ●        | ●        | 4        | ●        | ●        | 3        |          | 7            |
| Ciclisme                    | en ruta                     |        |        |        |        |        |        |          | 19       | 6        | 5        | 4        |          |          | 51           |
| Ciclisme                    | en pista                    |        | 4      | 5      | 5      | 3      |        |          |          |          |          |          |          |          | 51           |
| Esgrima amb cadira de rodes | Esgrima amb cadira de rodes |        | 4      | 4      | 2      | 4      | 2      |          |          |          |          |          |          |          | 16           |
| Futbol 5                    | Futbol 5                    |        |        |        |        |        | ●      | ●        | ●        |          | ●        |          | 1        |          | 1            |
| Golbol                      | Golbol                      |        | ●      | ●      | ●      | ●      | ●      | ●        | ●        | ●        | ●        | 2        |          |          | 2            |
| Hípica                      | Hípica                      |        |        | 3      | 2      | ●      | 1      | 5        |          |          |          |          |          |          | 11           |
| Judo                        | Judo                        |        |        |        | 4      | 4      | 5      |          |          |          |          |          |          |          | 13           |
| Natació                     | Natació                     |        | 16     | 14     | 14     | 14     | 13     | 15       | 14       | 15       | 15       | 16       |          |          | 146          |
| Piragüisme                  | Piragüisme                  |        |        |        |        |        |        |          |          |          | ●        | 4        | 5        |          | 9            |
| Rem                         | Rem                         |        |        |        | ●      | ●      | 4      |          |          |          |          |          |          |          | 4            |
| Rugby amb cadira de rodes   | Rugby amb cadira de rodes   |        | ●      | ●      | ●      | ●      | 1      |          |          |          |          |          |          |          | 1            |
| Taekwondo                   | Taekwondo                   |        |        |        |        |        |        |          |          |          | 2        | 2        | 2        |          | 6            |
| Tenis amb cadira de rodes   | Tenis amb cadira de rodes   |        |        |        | ●      | ●      | ●      | ●        | ●        | 1        | 1        | 2        | 2        |          | 6            |
| Tenis de taula              | Tenis de taula              |        | ●      | ●      | ●      | 5      | 8      | 8        | ●        | ●        | 5        | 5        |          |          | 31           |
| Tir                         | Tir                         |        |        |        |        |        |        | 3        | 2        | 2        | 1        | 2        | 2        | 1        | 13           |
| Tir amb arc                 | Tir amb arc                 |        |        |        | ●      | 1      | 1      | 2        | 2        |          | 1        | 1        | 1        |          | 9            |
| Triatló                     | Triatló                     |        |        |        |        | 4      | 4      |          |          |          |          |          |          |          | 8            |
| Voleibol assegut            | Voleibol assegut            |        |        |        | ●      | ●      | ●      | ●        | ●        | ●        | ●        | ●        | 1        | 1        | 2            |
| Esdeveniments de medalles   | Esdeveniments de medalles   |        | 24     | 30     | 44     | 55     | 62     | 54       | 58       | 44       | 48       | 55       | 50       | 15       | 539          |
| Total acumulat              | Total acumulat              |        | 24     | 54     | 98     | 153    | 215    | 269      | 327      | 371      | 419      | 474      | 524      | 539      | 539          |
|                             |                             | dm. 24 | dc. 25 | dj. 26 | dv. 27 | ds. 28 | dg. 29 | dl. 30   | dm. 31   | dc. 1    | dj. 2    | dv. 3    | ds. 4    | dg. 5    | Total esdev. |
| Agost                       | Agost                       | Agost  | Agost  | Agost  | Agost  | Agost  | Agost  | Setembre | Setembre | Setembre | Setembre | Setembre |          |          | Total esdev. |

### Medaller
El medaller va estar encapçalat per la Xina amb un total de 207 medalles, seguida de Gran Bretanya amb 124 i dels Estats Units i el Comitè Paralímpic Rus amb 104 i 118 medalles cadascú. El cinquè del rànquing van ser els Països Baixos que, si bé van obtenir 59 medalles, enfront de les 98 d'Ucraïna, 72 de Brasil, 80 d'Austràlia i 69 d'Itàlia, van obtenir més ors que tots ells. El Japó, país organitzador, va aconseguir el lloc 11, superant a països com Alemanya, França i Espanya, amb 51 medalles.

Entre els esportistes, l'ucraïnès Maksym Krypak i l'italià Stefano Raimondi, ambdós competidors de natació, van aconseguir 7 medalles, liderant la taula individual. L'americana Jessica Long i l'ucraïnès Andrii Trusov, també de natació, van aconseguir 6 medalles cadascú. Amb 5 medalles s'han situat el belarús Ihar Boki, la brasilera Maria Carolina Gomes Santiago, el britànic Reece Dunn, el rus Roman Zhdanov, la suïssa Manuela Schaer, els italians Carlotta Gilli, Antonio Fantin i Giulia Terzi, la neerlandesa Chantalle Zijdeveld, la canadenca Aurelie Rivad, el xinès Lichao Wang i el japonès Takayuki Suzuki.
| Rànquing                        | Comitè Paralímpic               | Or  | Plata | Bronze | Total |
| ------------------------------- | ------------------------------- | --- | ----- | ------ | ----- |
| 1                               | R.P. de la Xina                 | 96  | 60    | 51     | 207   |
| 2                               | Gran Bretanya                   | 31  | 48    | 35     | 124   |
| 3                               | Estats Units                    | 37  | 36    | 31     | 104   |
| 4                               | RPC (Rússia)                    | 36  | 33    | 49     | 118   |
| 5                               | Països Baixos                   | 25  | 17    | 17     | 59    |
| 6                               | Ucraïna                         | 24  | 47    | 27     | 98    |
| 7                               | Brasil                          | 22  | 20    | 30     | 72    |
| 8                               | Austràlia                       | 21  | 29    | 30     | 80    |
| 9                               | Itàlia                          | 14  | 29    | 26     | 69    |
| 10                              | Azerbaidjan                     | 14  | 1     | 4      | 19    |
| 11                              | Japó                            | 13  | 15    | 23     | 51    |
| 12                              | Alemanya                        | 13  | 12    | 18     | 43    |
| 13                              | Iran                            | 12  | 11    | 1      | 24    |
| 14                              | França                          | 11  | 15    | 28     | 54    |
| 15                              | Espanya                         | 9   | 15    | 12     | 36    |
| 16                              | Uzbekistan                      | 8   | 5     | 6      | 19    |
| 17                              | Polònia                         | 7   | 6     | 12     | 25    |
| 18                              | Hongria                         | 7   | 5     | 4      | 16    |
| 19                              | Suïssa                          | 7   | 4     | 3      | 14    |
| 20                              | Mèxic                           | 7   | 2     | 13     | 22    |
| 21 - 78                         | Resta de Comitès                | 115 | 140   | 159    | 414   |
| Totals (86 Comitès Paralímpics) | Totals (86 Comitès Paralímpics) | 539 | 540   | 589    | 1668  |

### Desenvolupament dels Jocs

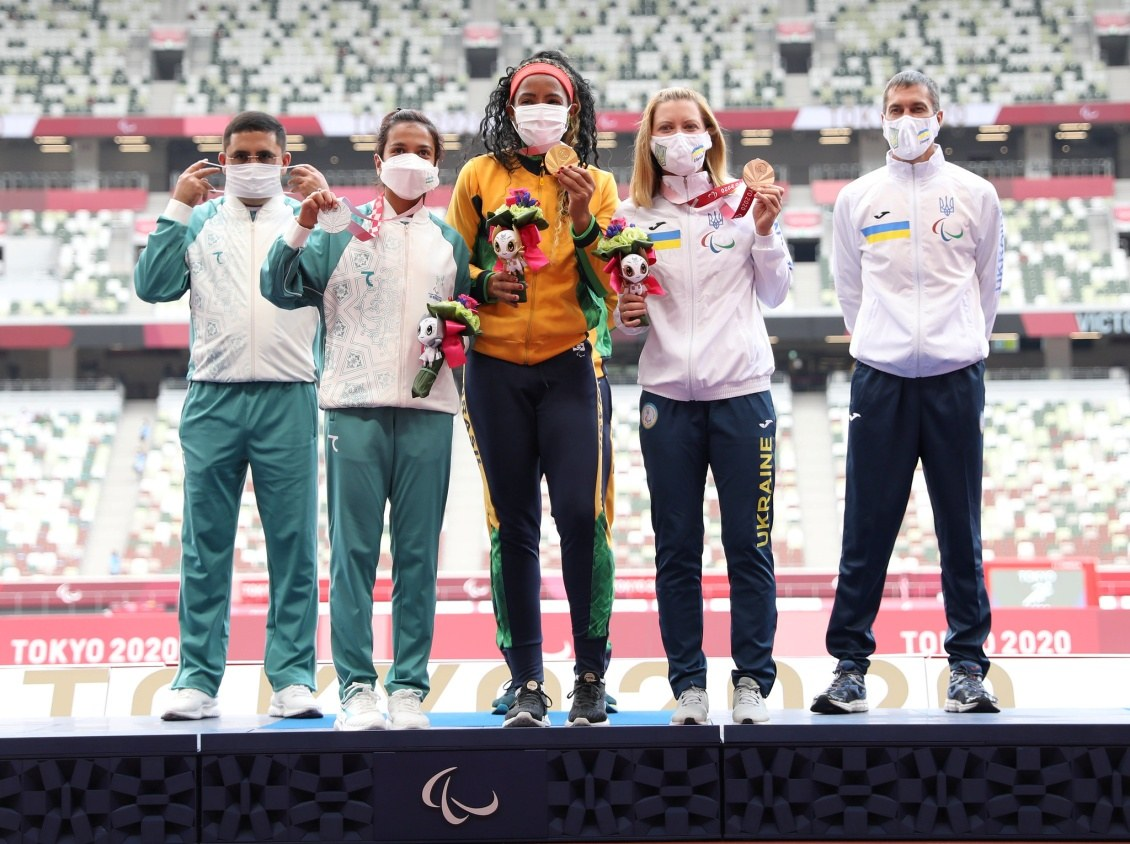
Pòdium de l'esdeveniment de salt de longitud (T11).

Els Jocs Paralímpics d'estiu de 2020 es van desenvolupar majoritàriament sense incidents. Si bé, hi va haver una gran polèmica esportiva amb la final de llançament de pes d'homes (F20), així com incidents menors.

#### Aramitsu Kitazono (judo 81kg masculí)
El japonès Aramitsu Kitazono tenia previst competir a la ronda preliminar del judo en categoria de 81 kg. No obstant això, es va veure obligat a retirar-se dos dies abans del seu esdeveniment, després de patir lesions al cap i les cames en un accident que va succeir el 26 d'agost de 2021 a la Vila paralímpica d'Harumi Futo. Posteriorment, es va revelar que el judoka va ser colpejat per un vehicle sense conductor de Toyota quan caminava sobre el pas de vianants, sent culpat el vehicle de l'accident per la seva fallada tècnica. El seu oponent, Dmytro Solovey d'Ucraïna, es va classificar automàticament als quarts de final com a resultat de la retirada d'Aramitsu.

#### Final de llançament de pes d'homes (F20)
A la final de llançament de pes F20, el 31 d'agost de 2021, l'atleta de Malàisia, Muhammad Ziyad Zolkefli, va guanyar a la pista la medalla d'or, defensant així el seu títol als Jocs Paralímpics de Rio 2016 i trencant un nou rècord mundial. Tanmateix, després que l'esdeveniment hagués acabat, va ser desposseït del seu or, després d'una denúncia conjunta de les delegacions ucraïnesa i grega, citant que Ziyad va arribar tard a la sala de trucades. A part de Ziyad, l'australià Todd Hodgets i l'equatorià Jordi Villalba també van ser desqualificats de l'esdeveniment per la mateixa raó.
Més tard, el ministre de Joventut i Esports de Malàisia, Ahmad Faizal Azumu, va emetre una declaració a través del seu compte de Twitter, afirmant que els Comitès Paralímpics Nacionals de Malàisia, Austràlia i l'Equador van realitzar una protesta conjunta contra la denúncia realitzada per la delegació ucraïnesa. No obstant això, l'apel·lació dels tres comitès va ser rebutjada, i Maksym Koval va mantenir la seva medalla d'or.
Després dels esdeveniments, alguns comptes de les xarxes socials d'Ucraïna han estat atacats per comentaris odiosos des de Malàisia, incloent-hi el compte d'Instagram del president ucraïnès Volodimir Zelensky i de l'atleta guanyador de la medalla d'or.

#### Incidents amb els membres de la policia
Quaranta oficials de la Policia de la Prefectura de Yamanashi, que van ser destinats a donar suport a la policia local en els carrers dels entorns de la vila paralímpica i controlar el trànsit durant els Jocs, van ser retirats del servei pel Departament de Policia Metropolitana de Tòquio i enviats a casa després de nombrosos incidents. Això va incloure visites a bordells, beure en els seus dormitoris (que estava en contra de les regulacions) en bars que envoltaven l'estació de Kinshich, i discussions embriagats amb transeünts civils. Aquest últim incident va portar al Departament de Policia a intervenir, el que va portar als oficials a ser detinguts.

## Radiodifusió
El Comitè Paralímpic Internacional va anticipar que els Jocs Paralímpics d'estiu de 2020 serien vistos per una audiència global d'almenys 4.250 milions d'espectadors mil milions d'espectadors, un augment d'un 3,6% sobre els 4.100 milions estimats dels Jocs de 2016. L'emissora japonesa NHK cobrirà els esdeveniments seleccionats en 8K, mentre que el Servei de Radiodifusió Olímpic (OBS per les seves sigles en anglès), va ser l'encarregat de difondre a les televisions de tot el món.
A Europa, els drets d'emissió van ser de la Unió Europea de Radiodifusió, entitat que agrupa a la majoria de televisions públiques del continent, mentre que als Estats Units l'emissora oficial va ser l'NBC, com amb els Jocs Olímpics, i al Canadà per la CBC. A l'Amèrica Llatina, Claro Sports es va fer amb els drets audiovisuals de pràcticament tot el continent, amb algunes cadenes en obert emetent en simultani, com la TVP d'Argentina o la TVN de Xile, i al Brasil on els drets van recaure al Grup Globo. A l'Orient Mitjà els drets van ser per BeIN Sports, mentre que a la Xina se'ls va adjudicar la televisió pública CCTV.